# Sympistis amun
Sympistis amun là một loài bướm đêm thuộc họ Noctuidae. Loài này có ở tây nam Alberta tới British Columbia, southward tới miền bắc California at altitudes of khoảng 5,400 foot.
It's habitat are dry mountainous forests.
Sải cánh dài 32–39 mm. Con trưởng thành bay từ tháng 6 đến tháng 8.